# 曹徵庸
曹徵庸（1569年5月21日—？），字遠生，一字平子，号积雪，浙江嘉兴府平湖县人。明朝政治人物。同進士出身。

## 生平
萬曆十九年辛卯科浙江鄉試第七十九名舉人，二十六年（1598年）戊戌科会試第十三名，未殿试，萬曆二十九年（1601年）成辛丑科二甲二十九名进士。萬曆三十五年（1607年）以族人诖误謫陝西宜川县典史，遷延安府推官，入爲大理寺評事，歴刑部郎中，审录江西，平反枉狱數百人。知山西汾州府，著有成绩，以病去官，卒于孝义官舍。徵庸为人清疏雋遠，有洁癖，避俗如讐。每葛巾芒鞋，自肆山水间。。

## 著作
所著《客语二刻》、《广陵游记》、《木雪轩稿》、《声情笔墨》，著纸皆韵，湖中博学好古者长水太史以还其流亚也，书法亦遒逸，为世推重。

## 家族
曾祖父曹渭，封三科都給事中。祖父曹禾，知府。父曹一圖，監生。母施氏，永感下。兄肇庸，監生、奮庸，弟顯庸，娶趙氏。